# Stanley N. Cohen

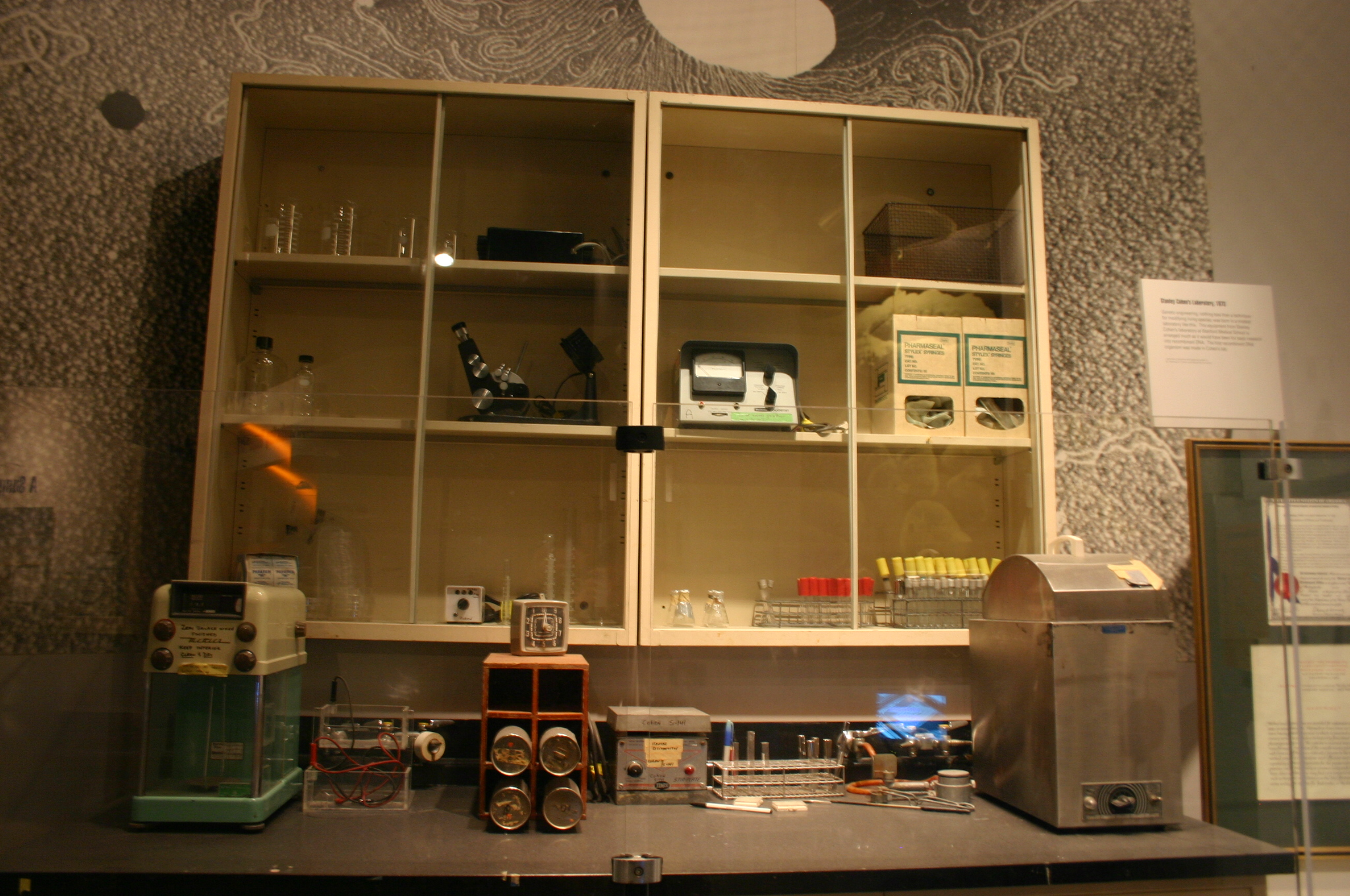
Stanley Norman Cohens gentekniska laboratorium 1973 - NMAH

Staney Norman Cohen, född 30 juni 1935, i Perth Amboy, New Jersey, USA, är en amerikansk forskare inom genteknik. Cohen är en examenstudent vid Rutgers universitet och tog doktorsexamen hos University of Pennsylvania School of Medicine 1960. Han började därefter inrikta sig på genteknik och 1968 anslöt han till fakulteten hos Stanfords universitet. Det var också här hans intresse för bakteriella plasmider öppnade upp för hans forskning kring hur generna hos plasmider gör att bakterier blir antibiotikaresistenta.
Cohen började forska mer djupgående och började senare samarbeta med Herbert Boyer efter att de träffats på en konferens i Hawaii. Deras forskning gav upphov till kombinationen av transpirations gener och vanliga gener, vad vi idag benämner som genteknik. Hans forskning belönades med Nationol Medal of Science med motivering som genteknikens fader..
Idag är Cohen professor på Stanfords universitet där han arbetar med genteknik och medicin. Han forskar mycket kring vetenskapliga problem, och framför allt cancerbiologi.

## Uppväxt
Stanley växte upp i Perth Amboy, New Jersey, ungefär 30 miles från New York. Hans intresse för naturvetenskap började vid tidig ålder, det började dock med intresse för atomfysik. Senare fick hans biologilärare honom att intressera sig mer i genetik, som han bland annat studerade senare i livet.

## Forskningen
Stanley Cohen gjorde tillsammans med Herbert Boyer och Paul Berg ett experiment som visade sig vara ett av de första gentekniska experimenten som även var dess genombrott. Det var 1973 som de lät använda gener från grodans ribosomala DNA föras in i en bakteries cell och resultatet var just vad GMO representerar. Bakteriecellen utvecklades nu med grodans ribosomala DNA. Innan detta kunde utföras krävdes en rad förberedelser. För att kunna transformera in grodans DNA krävdes ett utvecklande av en kemisk celltransformationsmetod för bakterien Escheria Coli. De framställde sedan en plasmid, plasmiden skulle då användas som en vektor.
De använde restriktionsenzymet EcoRI för att urskilja de önskade sekvenserna till fragment av grodans DNA. Dessa blandades sedan med plasmiderna, som också hade behandlats med restriktionsenzymerna EcoRI. De klibbiga ändarna av DNA:t radades upp innan DNA-ligas förde samman alla delar. Därefter fördes plasmiderna ihop med en stam av bakterien E. coli och tillsammans med ett tillväxtämne som innehöll tetracyklin ströks allting ihop. Resultatet kom i två olika delar, dels bildades en koloni av bakterier av de celler som beblandats med tetracyklinresistenta plasmiderna och dels så var en del av dessa kolonier celler som innehöll just grodans ribosomala DNA.  Vilket stärkte och bevisade deras hypotes att gener kan föras in och kombineras med andra med hjälp av plasmider och ändå utvecklas.

## Utmärkelser
- 1980 Albert Laskers utmärkelse för Basic Medical Research.
- 1988 National Medal of Science från president Reagan.[14]
- 1989 National Medal of Technology.
- 2004 Albany Medical Center Prize (tillsannans med Herbert Boyer)
- 2004 Shaw Prize i livsvetenskap och medicin.
- 2009 Double Helix Medal

### Fotnoter
1. 1 2 3 4  Stanley N. Cohen, MD, Stanford Profiles (på engelska), Stanford University, läs online.[källa från Wikidata]
2. ↑  1980 Winners (på engelska), Lasker-stiftelsen, läs online.[källa från Wikidata]
3. ↑  läs online, wolffund.org.il .[källa från Wikidata]
4. ↑  läs online, www.nationalmedals.org .[källa från Wikidata]
5. ↑  läs online, www.invent.org .[källa från Wikidata]
6. ↑  läs online, www.shawprize.org , läst: 29 maj 2025.[källa från Wikidata]
7. 1 2  The Fathers of Biological Engineering http://openwetware.org/images/c/c3/RSSE2007_ImperialCollege_Biographies.pdf Page 9
8. ↑  Winner's circle: Herbert Boyer and Stanley Cohen http://web.mit.edu/invent/index.html sökord: Stanley Cohen
9. ↑  Richard P. Novick et al., "Uniform Nomenclature for Bacterial Plasmids: A Proposal", Bacteriol. Rev., March 1976, sid. 168-189
10. ↑  The Fathers of Biological Engineering http://openwetware.org/images/c/c3/RSSE2007_ImperialCollege_Biographies.pdf Page 9
11. ↑  Cohen Lab http://sncohenlab.stanford.edu/people.html Arkiverad 27 maj 2014 hämtat från the Wayback Machine.
12. ↑  Biografi ”Arkiverade kopian”. Arkiverad från originalet den 17 juni 2014. https://web.archive.org/web/20140617181820/http://www.accessexcellence.org/RC/AB/WYW/wkbooks/SFTS/biography.php. Läst 27 maj 2014.
13. ↑  Cohen, S.; Chang, A.; Boyer, H.; Helling, R. (1973). ”Construction of biologically functional bacterial plasmids in vitro”. Proceedings of the National Academy of Sciences of the United States of America 70 (11):  sid. 3240–3244. doi:10.1073/pnas.70.11.3240. PMID 4594039.
14. ↑  National Science Foundation - The President's National Medal of Science